# نامساوی (ریاضیات)
نابرابری (به انگلیسی: inequality) در ریاضیات، گزاره‌ای در مورد اندازه نسبی دو کمیت است. به عبارتی اگر بین دو عدد یا دو عبارت ریاضی رابطه‌ای غیر از تساوی برقرار باشد به آن نابرابری گویند. نامساوی‌ها را با علامت‌های {\displaystyle <}، {\displaystyle >}، {\displaystyle \leq } و {\displaystyle \geq } نشان می‌دهند.
- {\displaystyle a>b} یعنی {\displaystyle a} بزرگ‌تر از {\displaystyle b} است (یا {\displaystyle a} اکیداً بزرگتر از {\displaystyle b} است).
- {\displaystyle a<b} یعنی {\displaystyle a} کوچک‌تر از {\displaystyle b} است ( یا {\displaystyle a} اکیداً کوچکتر از {\displaystyle b} است).

این روابط را نابرابری اکید یا سره گویند.
- {\displaystyle a\geq b} یعنی {\displaystyle a} بزرگ‌تر یا مساوی با {\displaystyle b} است (یا {\displaystyle a} حداکثر برابر است با {\displaystyle b} و یا {\displaystyle a} کوچکتر از {\displaystyle b} نیست).
- {\displaystyle a\leq b} یعنی {\displaystyle a} کوچکتر یا مساوی با {\displaystyle b} است (یا {\displaystyle a} حداقل برابر است با {\displaystyle b} و یا {\displaystyle a} بزرگتراز {\displaystyle b} نیست).

همچنین
- a ≯ b یعنی {\displaystyle a} بزرگ‌تر از {\displaystyle b} نیست (یا {\displaystyle a} کوچکتر از {\displaystyle b} و یا {\displaystyle a} برابر با {\displaystyle b} است).
- a ≮ b یعنی {\displaystyle a} کوچکتر از {\displaystyle b} نیست (یا {\displaystyle a} بزرگتر از {\displaystyle b} است و یا {\displaystyle a} برابر با {\displaystyle b} است).

## نامساوی‌های مشهور
- نامساوی مثلث
- نامساوی حسابی-هندسی
- نامساوی کوشی شوارتز
- نامساوی برنولی
- اصل عدم قطعیت هایزنبرگ

1. ↑  «نابرابری» [ریاضی] هم‌ارزِ «inequality»؛ منبع: گروه واژه‌گزینی. دفتر پنجم. فرهنگ واژه‌های مصوب فرهنگستان. تهران: انتشارات فرهنگستان زبان و ادب فارسی. شابک ۹۷۸-۹۶۴-۷۵۳۱-۷۶-۴ (ذیل سرواژهٔ نابرابری)